# Зюндерт (пиво)
Зюндерт (нидерл. Zundert Trappist) — траппистское пиво, производящееся с 2013 г. в пивоварне траппистского аббатства Abdij Maria Toevlucht, недалеко от города Зюндерт, в провинции Северный Брабант, Нидерланды. Zundert — одна из двенадцати  траппистских марок пива, наряду с Achel, Westmalle, Westvleteren, Chimay, Orval, Rochefort, La Trappe, Mont des Cats и Engelszell, имеющих право носить знак "Аутентичный трапписткий продукт" (Authentic Trappist Product), указывающий на соответствие стандартам "Международной траппистской ассоциации".

## История
Аббатство Abdij Maria Toevlucht было основано в 1899 году монахами аббатства Кёнигсхофен, начавшими строительство детского монастыря-приората. 24 мая 1900 года была освящена временная часовня. Первоначально община насчитывала 12 монахов. 22 июня 1909 года монахи были изгнаны из монастырей и временного убежища в аббатстве Вестмалле. После их возвращения община начали расти. В 1923 году был освящён новый храм. 14 сентября 1934 приорат стал аббатством. В 1975 году голландский язык стал богослужебным языком. В 2007 году настоятелем становится Daniël Hombergen. Сегодня аббатство является действующим католическим монастырём, членом Ордена цистерцианцев строгого соблюдения (Ordo Cisterciensis Strictioris Observantiae).
В 2011 году монахи объявили о планах открыть свою собственную пивоварню в аббатстве. Намерения осуществились, и производство пива было начато в конце 2012 г. Строительство монастырской пивоварни приостановилось, возобновилось в октябре 2012 года и закончилось в апреле 2013 года. Пивоварня оборудована системой, поставленной из Германии.
Новую пивоварню назвали De Kieviet, что означает "чибис", и эта птица также стала её эмблемой. В конце весны 2013 года было сварено первое полутёмное 8-градусное пиво Zundert Trappist, официально представленное публике 29 ноября 2013 года .
Зюндерт — тёмно-янтарный эль в стиле трипель с фруктовыми и банановыми нотками в аромате и вкусе, в котором угадывается мёд, цитрусовые и фундук, с долгим и горьким привкусом ароматного хмеля и кориандра.
На заседании Международной траппистской ассоциации 12.10.2013, после осмотра пивоварни, было принято решение о присуждении новому траппистскому пиву логотипа "Аутентичный траппистский продукт".